# Kamov Ka-15
O Kamov Ka-15, conhecido na OTAN como Hen , é um helicóptero soviético de serviço público, com dois assentos. O primeiro voo realizou-se em 1952. Usado para patrulha de florestas e de pescas e para a agricultura.